# Pseudoclasseya
Pseudoclasseya is een geslacht van vlinders van de familie grasmotten (Crambidae).

## Soorten
- P. inopinata Bassi, 1989
- P. minuta Bassi, 1989
- P. mirabilis Bassi, 1989
- P. sinuosellus South, 1901